# Takeru Otsuka
Takeru Otsuka (* 2. April 2001) ist ein japanischer Snowboarder. Er startet in den Disziplinen Slopestyle und Big Air.

## Werdegang
Otsuka nimmt seit 2013 an Wettbewerben der Ticket to Ride World Snowboard Tour und seit 2015 der FIS teil. Im Januar 2017 siegte er beim Europacup in Vars im Slopestyle und belegte in Font Romeu den zweiten Platz im Big Air. Im März 2017 wurde er japanischer Meister im Big Air und belegte bei den Burton US Open in Vail den 26. Platz im Slopestyle. Im selben Monat startete er in Špindlerův Mlýn erstmals im Weltcup und errang dabei den 58. Platz im Slopestyle. Anfang April 2017 gewann er bei den World Rookie Finals am Kitzsteinhorn im Slopestyle. In der Saison 2017/18 wurde er Achter bei den Burton US Open, Dritter beim Grandvalira Total Fight und Erster bei den World Rookie Finals am Kitzsteinhorn jeweils im Slopestyle. Bei den X-Games Norway 2018 in Fornebu holte er die Goldmedaille im Big Air. Zu Beginn der Saison 2018/19 gewann er bei den Snowboard-Juniorenweltmeisterschaften 2018 in Cardrona im Slopestyle und im Big Air jeweils die Goldmedaille. Beim folgenden Weltcup in Cardrona errang er mit dem zweiten Platz im Big Air seine erste Podestplatzierung im Weltcup und holte Anfang November 2018 im Big Air in Modena seinen ersten Weltcupsieg. Es folgte ein zweiter Platz im Big Air in Peking und ein weiterer Sieg im Secret Garden Skiresort im Slopestyle. Er gewann damit den Big-Air-Weltcup und errang den zweiten Platz im Freestyle-Weltcup. Bei den Winter-X-Games 2019 in Aspen  holte er die Goldmedaille im Big Air. Zudem kam er dort auf den 18. Platz im Slopestyle. Im Februar 2019 wurde er bei den Weltmeisterschaften in Park City Fünfter im Slopestyle. In der Saison 2020/21 wurde er bei den Winter-X-Games 2021 Fünfter im Big Air und belegte bei den Snowboard-Weltmeisterschaften 2021 den 44. Platz im Big Air und den 41. Rang im Slopestyle. Im folgenden Jahr errang er bei den Olympischen Winterspielen in Peking den zehnten Platz im Slopestyle und den neunten Rang im Big Air.

## Weltcupsiege
| Nr. | Datum             | Ort                     | Disziplin  |
| --- | ----------------- | ----------------------- | ---------- |
| 1.  | 3. November 2018  | Modena                  | Big Air    |
| 2.  | 21. Dezember 2018 | Secret Garden Skiresort | Slopestyle |
| 3.  | 22. Oktober 2022  | Chur                    | Big Air    |